# Fernando Rey
Fernando Casado Arambillet (La Coruña, 20 de septiembre de 1917-Madrid, 9 de marzo de 1994), conocido como Fernando Rey, fue un actor español de amplia trayectoria reconocida internacionalmente. Participó en unas 150 películas, entre las que se cuentan varias obras notables de Luis Buñuel, así como múltiples coproducciones europeas y estadounidenses.
Fue uno de los grandes actores del cine español tras la dictadura franquista y el más internacional de ellos. En su filmografía temprana destacan: Locura de amor (1948), Aventuras de Juan Lucas (1949), Agustina de Aragón (1950), Cómicos (1954) y Sonatas (1959). Con Buñuel destacan Viridiana (1961), Tristana (1970), El discreto encanto de la burguesía (1972), película francesa surrealista que ganó el Óscar a la mejor película extranjera, y Ese oscuro objeto del deseo (1977). Es recordado por el público global por su papel como el traficante Alain Charnier en la película estadounidense The French Connection (1971), de William Friedkin, que triunfó en taquilla y ganó cinco Premios Óscar. A lo largo de su extensa carrera, Fernando Rey colaboró también con otros directores de primera fila como Orson Welles, Vincente Minnelli, Robert Altman, Franco Zeffirelli, Ridley Scott y Stephen Frears, y con estrellas legendarias del cine mundial como Charlton Heston, Ingrid Bergman, Paul Newman, Yul Brynner, Kirk Douglas, Burt Reynolds, Gene Hackman, Liza Minnelli, María Félix, Jeanne Moreau, Jean-Paul Belmondo, Brigitte Bardot, Catherine Deneuve, Gérard Depardieu, Christopher Reeve, Isabelle Huppert y Marcello Mastroianni.
Hablaba inglés, francés e italiano, aunque los dos últimos los dominaba menos. Esta circunstancia le abrió muchas puertas en el cine extranjero, sobre todo en coproducciones europeas.

## Biografía

### Primeros años
Fernando Rey estudió arquitectura pero el comienzo de la guerra civil española truncó sus estudios. Era hijo del oficial de artillería Fernando Casado Veiga, republicano y ayudante de Manuel Azaña (que no debe confundirse con el coronel del mismo apellido, Segismundo Casado).
En 1936 comenzó su carrera como actor haciendo de figurante, apareciendo en ocasiones en los créditos. Fue entonces cuando eligió su nombre artístico. Mantuvo su nombre de pila pero adoptó el segundo apellido de su madre, Sara Arambillet Rey. Durante la guerra civil luchó del 
lado republicano. Su padre, ya coronel, fue nombrado al final de la guerra inspector general del Arma de Artillería. Al acabar la guerra, Fernando y su padre son hechos prisioneros por los nacionales. A Fernando lo internan en el campo de detención improvisado en Valencia, en el estadio de Mestalla. Mientras su padre permanecía encarcelado durante años, el joven Fernando consiguió escapar de Mestalla, subir a un tren de mercancías y llegar a Madrid.

### Trayectoria

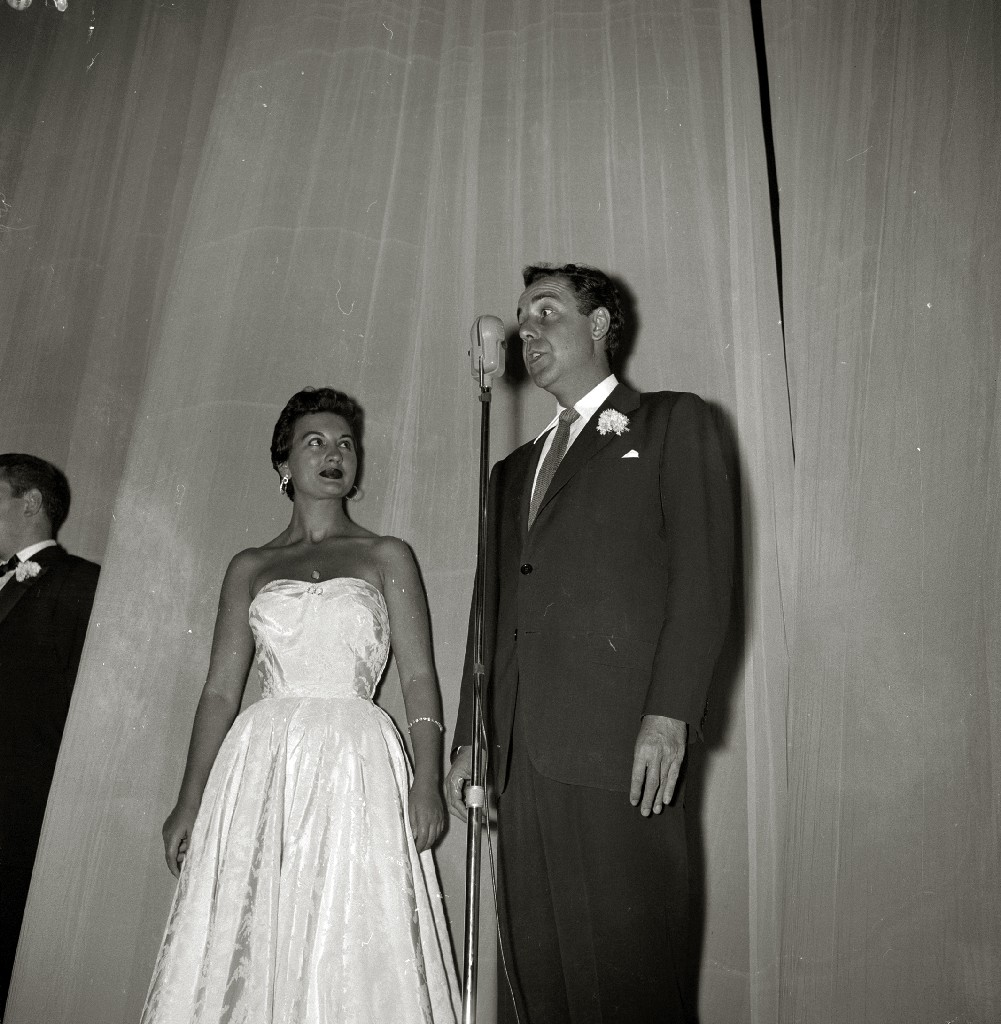
Fernando Rey en el Festival de Cine de San Sebastián en 1955.

Hacia 1940 Fernando Rey se inició como actor de doblaje, después de leer un anuncio en el que se buscaba una nueva voz para un actor igualmente nuevo, Tyrone Power. Su voz, considerada intensa y personal dentro de un sobrio empaque, fue también una de las primeras con las que contó Laurence Olivier en español, quien llegó a felicitarle por su doblaje en la película Hamlet (1948).
Tras participar como extra o figurante en varios filmes, en 1944 Rey tuvo su primer papel con diálogos: el Duque de Alba en la película Eugenia de Montijo, de José López Rubio, protagonizada por Amparo Rivelles. En 1948 dio vida a Felipe el Hermoso en Locura de amor, melodrama sobre Juana la Loca que fue un rotundo éxito, dirigido por Juan de Orduña y donde el joven actor trabajó junto a Aurora Bautista y una debutante Sara Montiel.
Este fue el comienzo de una prolífica carrera en cine, radio, teatro y televisión, en la que Fernando Rey alternó los trabajos meramente alimenticios en filmes comerciales con otros proyectos de mayor calado. Su historial suma títulos clásicos del cine español como Cómicos (1954) y Sonatas (1959), ambos de Juan Antonio Bardem, filmes donde se codeó con figuras como María Félix, Francisco Rabal y Emma Penella, y Zampo y yo (1965), debut en el cine de Ana Belén. También actuó como doblador en la televisión española y llegó a ser el narrador de importantes películas como Bienvenido, Mister Marshall, de Luis García Berlanga (1953); Marcelino pan y vino, de Ladislao Vajda (1955), e incluso del Don Quijote que dirigió Orson Welles en 1969. De hecho, participó en cuatro versiones diferentes de El Quijote en diferentes papeles.
En 1960 se casó con la actriz argentina Mabel Karr, con quien tuvo en 1961 a su único hijo, Fernando Casado Campolongo.
Sus trabajos con Luis Buñuel en los 60 y los 70 le hicieron internacionalmente famoso; fue el «primer actor internacional español». En una de sus ocurrentes afirmaciones, Buñuel explicó por qué eligió a Fernando Rey por primera vez: le había visto en Sonatas haciendo de muerto, y le pareció totalmente creíble . Rey intervino en Viridiana (1961) junto a Silvia Pinal y protagonizó con Catherine Deneuve Tristana (1970) y con Jean-Pierre Cassel El discreto encanto de la burguesía (1972), película surrealista que recibió el Óscar a la mejor película de habla no inglesa de ese año. 
El último éxito del tándem Rey-Buñuel fue Ese oscuro objeto del deseo (1977), candidata a otro Óscar a la mejor película extranjera y al Globo de Oro en la misma categoría, aunque no ganó ninguno de los dos. La voz de Fernando Rey fue doblada por Michel Piccoli. Ya entonces el actor sumaba más de una década alternando trabajos en España y en el extranjero, pero fue desde su etapa con Buñuel cuando ganó renombre en el cine internacional, de modo que fue convocado a proyectos cinematográficos rodados en Italia, Francia, Reino Unido y Estados Unidos, frecuentemente para roles de personaje engañoso bajo una imagen caballerosa y elegante («suave», en terminología inglesa ).

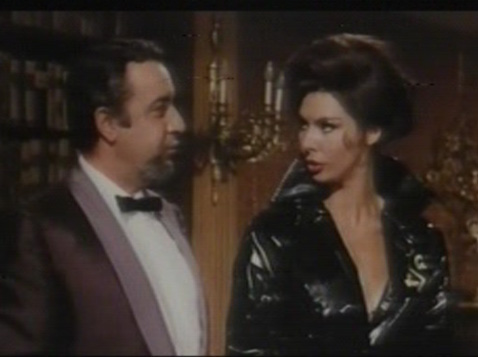
Con Gloria Paul en Dos mafiosos contra Goldezenger (1965).

El debut de Fernando Rey en el cine extranjero fue en 1958, en un filme dirigido por Roger Vadim, Les bijoutiers du clair de lune, donde se codeó con Stephen Boyd, Marina Vlady y una joven Brigitte Bardot. Al año siguiente fue el enemigo del musculoso Steve Reeves en Los últimos días de Pompeya, dirigido por Sergio Leone.
Su apogeo internacional arrancó en la década de 1960. Se codeó con Jean-Paul Belmondo y Jean Seberg en el filme sobre contrabando A escape libre (1964; dirigido por Jean Becker), y con Burt Reynolds en Navajo Joe (1966), spaghetti western dirigido por Sergio Corbucci. Participó en dos secuelas de Los siete magníficos: El regreso de los siete magníficos (1966) y La furia de los siete magníficos (1969), en las que trabajó junto a Yul Brynner y George Kennedy. En 1968 tuvo un papel en la producción de Vincent Sherman Cervantes, sobre el famoso escritor, junto a Horst Buchholz, Gina Lollobrigida y José Ferrer; y también participó en el western Villa Rides, protagonizado por Yul Brynner y Robert Mitchum.
Sus trabajos con Buñuel le habían encumbrado en los círculos cinéfilos, pero se hizo familiar para el público global cuando encarnó al capo de la droga Alain Charnier, enemigo del policía Gene Hackman, en The French Connection (1971), de William Friedkin, thriller que triunfó en taquilla y ganó cinco Premios Óscar. Especialmente recordada es la escena de persecución en el metro, cuando Charnier (Rey) logra escapar en un vagón y saluda burlonamente por la ventanilla al policía (Hackman).  Inicialmente, Friedkin había deseado a Francisco Rabal como Charnier, pero no conocía su nombre, sólo sabía que era un actor español, y Rey fue contratado por error antes de que Friedkin le viera. No hablaba francés, pero Friedkin supo que Rabal no hablaba francés ni inglés, por lo que decidió mantener a Fernando Rey en el reparto. Posteriormente se rodó una secuela de notable calidad, igualmente con Gene Hackman y el actor español: French Connection II, que algunos creen comparable o casi superior a su predecesora. La dirigió John Frankenheimer.
Fernando Rey colaboró en varios proyectos de Orson Welles, si bien sólo dos de ellos se completaron: Campanadas a medianoche (1965) y Una historia inmortal (1968), donde tuvo por compañeros de reparto al mismo Welles y a Jeanne Moreau. 

Fernando Rey (izquierda).

Con un prestigio consolidado, el actor siguió alternando producciones extranjeras y españolas; en 1967 tuvo un papel en un filme musical de Rocío Dúrcal, Amor en el aire, y también intervino en The Desperate Ones (Más allá de las montañas), protagonizado por Maximilian Schell, Irene Papas y Raf Vallone. En 1970 participó en The Adventurers, filme más o menos inspirado en la vida del playboy Porfirio Rubirosa; lo dirigió Lewis Gilbert y contó con un llamativo plantel: Candice Bergen, Charles Aznavour, Olivia de Havilland, Ernest Borgnine... En 1971 Rey tuvo un papel en The Light at the Edge of the World, junto a Yul Brynner y Kirk Douglas; en 1972 intervino en Esa clase de amor de Alberto Bevilacqua, junto a Jean Seberg y Ugo Tognazzi, y se puso a las órdenes de Charlton Heston en Marco Antonio y Cleopatra; y al año siguiente rodó Tarot (The Magician) de José María Forqué, filme pensado para el mercado internacional que sumó a dos figuras de Hollywood: Sue Lyon (la Lolita de Stanley Kubrick) y la veterana Gloria Grahame. En 1974 Rey se codeó con Giancarlo Giannini y se reencontró con Catherine Deneuve en Hechos de gente de bien, filme de Mauro Bolognini que ganó el premio David de Donatello. En 1977 Rey y Giannini se reecontrarían al rodar juntos la comedia Pasqualino Settebellezze, de Lina Wertmüller, que fue nominada a cuatro premios Óscar, caso infrecuente en una producción no estadounidense.
Se barajó el nombre de Fernando Rey para un papel secundario en El Padrino II, que finalmente no interpretó, pero en 1976 participó en la ambiciosa producción El viaje de los malditos de Stuart Rosenberg, con un reparto de lujo: Faye Dunaway, Orson Welles, James Mason, Max von Sydow... En este filme hizo un breve papel como presidente cubano; años después contó que cobró un importante salario por unas pocas horas de trabajo en Barcelona. Muy activo en esos años, el actor español tuvo también un papel en el último filme de Vincente Minnelli, A Matter Of Time (Nina), junto a Liza Minnelli, Ingrid Bergman y Charles Boyer; así como en Le Dernier Amant romantique (1978) de Just Jaeckin y en El desierto de los tártaros de Valerio Zurlini, donde coincidió con varios astros europeos como Vittorio Gassman, Max von Sydow, Jean-Louis Trintignant y su compatriota Francisco Rabal. 
Etiquetado como un actor de prestigio y solvente, que daba empaque a cualquier personaje por muy fugaz que fuese, Fernando Rey enlazó papeles breves y cameos en múltiples filmes «de qualité». En 1977 encarnó al Rey Gaspar en la serie Jesús de Nazareth, que dirigió y produjo Franco Zeffirelli con un elenco estelar: Laurence Olivier, Anne Bancroft, Claudia Cardinale... En 1980 participó en Caboblanco de J. Lee Thompson, protagonizado por Charles Bronson, Jason Robards y Dominique Sanda; en 1981 en La storia vera della signora delle camelie de Mauro Bolognini, con Isabelle Huppert y Gian Maria Volonté; y en 1982 en Monsignor de Frank Perry, junto a Christopher Reeve y Geneviève Bujold.
Encarnó al padre de Geraldine Chaplin en Elisa, vida mía, de Carlos Saura, papel por el que fue premiado en el Festival de Cannes; años después fue miembro del jurado de este certamen. También participó en El crimen de Cuenca (1980) de Pilar Miró; en El gran atasco, de Luigi Comencini (protagonizado por Alberto Sordi, Ugo Tognazzi, Marcello Mastroianni y Stefania Sandrelli) y en Quinteto (1979), de Robert Altman, en un reparto que incluía a Paul Newman, Bibi Andersson y Vittorio Gassman.
En Bearn o La sala de las muñecas (Jaime Chávarri, 1983) Fernando Rey interpretó a un aristócrata en decadencia y compartió cartel con Amparo Soler Leal y Ángela Molina. Destacó igualmente en Padre nuestro y Diario de invierno, ambas de Francisco Regueiro; en la segunda hizo una comentada escena de desnudo integral. Por este papel fue galardonado con un Premio Goya y también con la Concha de Plata al mejor actor en el Festival de San Sebastián. También fue relevante su papel en Mi general (Jaime de Armiñán, 1987), donde coincidió con Fernando Fernán Gómez, José Luis López Vázquez y Héctor Alterio, entre otros. También participó en producciones españolas de vocación internacional: en 1985, en El caballero del dragón de Fernando Colomo, filme fantástico con Miguel Bosé, Klaus Kinski y Harvey Keitel; y en 1988 en  El túnel dirigido por Antonio Drove, donde se codeó con Jane Seymour y Peter Weller.
Fueron más breves sus cometidos en: La venganza (1984) de Stephen Frears, en un reparto encabezado por John Hurt, Terence Stamp y Tim Roth; el western en clave de comedia Rustlers' Rhapsody (1985) de Hugh Wilson, protagonizado por Tom Berenger; El bosque animado (José Luis Cuerda, 1987); El aire de un crimen (Antonio Isasi-Isasmendi, 1988); la comedia Presidente por accidente (1988) de Paul Mazursky, donde trabajó con Richard Dreyfuss, Raúl Juliá y Sonia Braga; L'Atlantide (1992), con Tchéky Karyo y Jean Rochefort, y la superproducción sobre Cristóbal Colón 1492: La conquista del paraíso (Ridley Scott, 1992), protagonizada por Gerard Depardieu y Sigourney Weaver.

### Últimos años

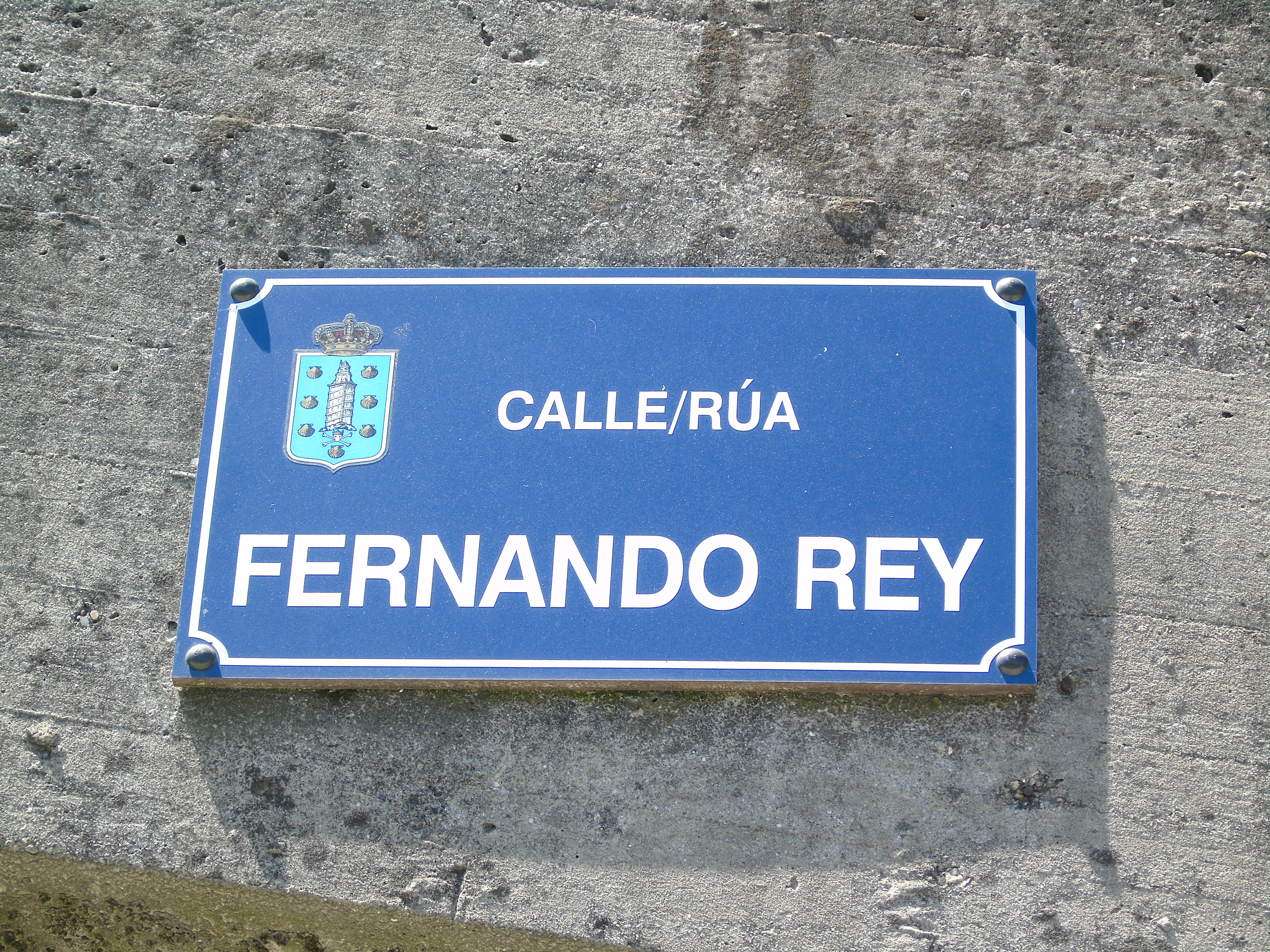
Placa de calle en La Coruña (Galicia, España).

A edad madura incrementó su presencia en filmes y series para televisión. En 1982 intervino en la teleserie A.D. Anno Domini, coproducción angloitaliana sobre los primeros años del Cristianismo, interpretando al filósofo Séneca, que contó con estrellas de varias generaciones: Ava Gardner, Susan Sarandon, Jack Warden, Jennifer O'Neill, Ian McShane... En 1985 tuvo un papel en el telefilme de tema medieval Black Arrow, una producción Disney protagonizada por Donald Pleasence y Oliver Reed. En el ámbito español, tuvo una breve aparición en la tercera temporada de la serie Los ladrones van a la oficina (1993).
Siguió activo hasta sus últimos años. Uno de sus últimos grandes papeles fue El Quijote de Miguel de Cervantes, adaptación dirigida por Manuel Gutiérrez Aragón para Televisión Española, que alcanzó notable éxito y supuso a su edad un encomiable esfuerzo moral, mental y físico. Trabajó en la coproducción Tango desnudo (1991) y su última aparición cinematográfica, en la película de Jaime de Armiñán Al otro lado del túnel, resultó premonitoria.
Murió en Madrid de cáncer a la edad de 76 años.
Durante los 80 y los 90, Fernando Rey fue premiado en el Festival de Cine de San Sebastián y en el de Cannes, y obtuvo la Medalla de Oro de la Academia de las Artes y las Ciencias Cinematográficas de España, además de un Premio Goya al mejor actor. Fue presidente de dicha academia desde 1992 hasta su muerte, dos años después.

## Premios y candidaturas

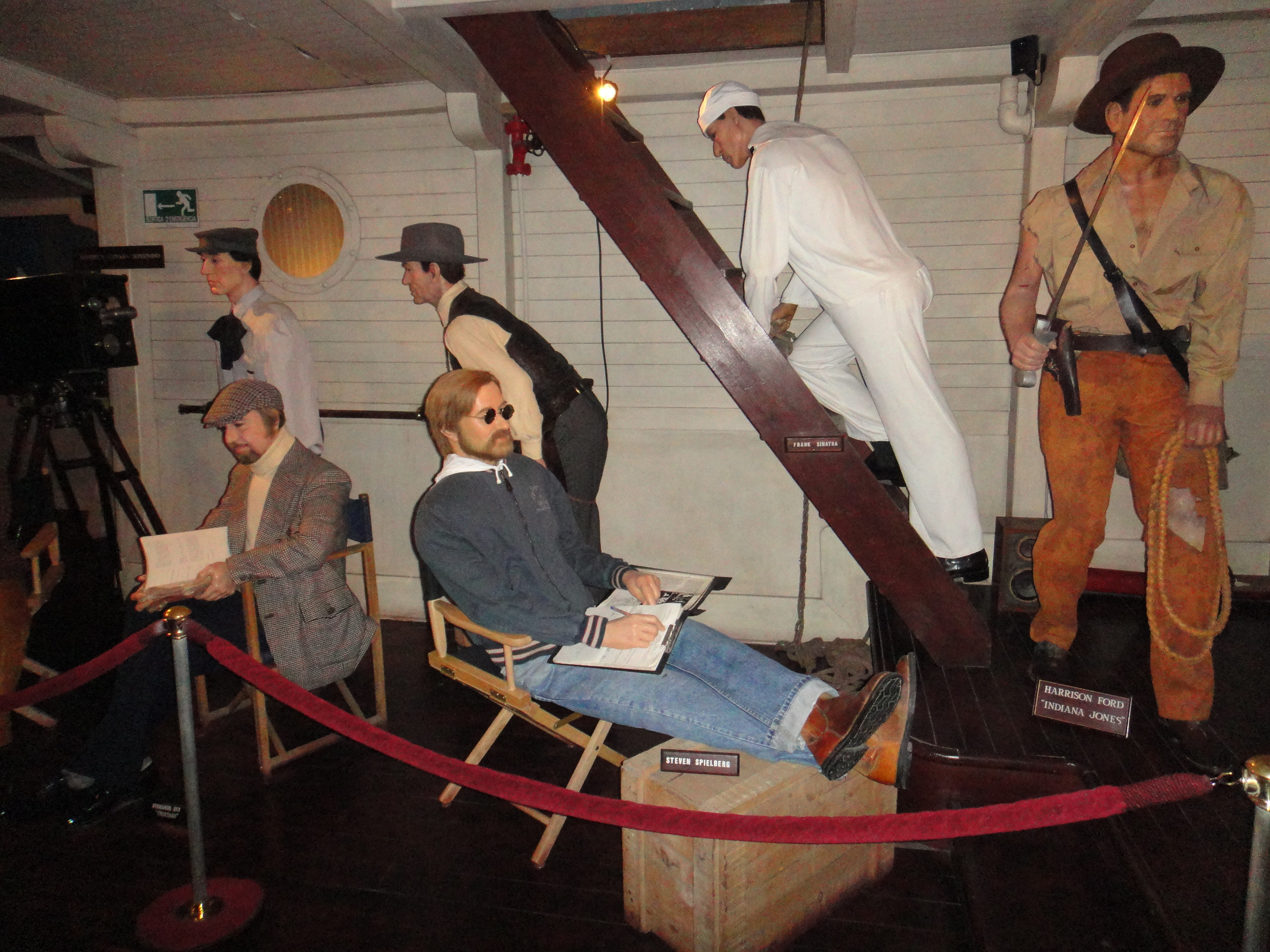
Figura de Fernando Rey (sentado a la izquierda) en el Museo de Cera de Barcelona.

Festival Internacional de Cine de Cannes
| Año  | Categoría                      | Película        | Resultado |
| ---- | ------------------------------ | --------------- | --------- |
| 1977 | Mejor interpretación masculina | Elisa, vida mía | Ganador   |

Festival Internacional de Cine de San Sebastián
| Año  | Categoría                      | Película           | Resultado |
| ---- | ------------------------------ | ------------------ | --------- |
| 1988 | Concha de Plata al mejor Actor | Diario de invierno | Ganador   |
| 1972 | Concha de Plata al mejor actor | La duda            | Ganador   |

Medallas del Círculo de Escritores Cinematográficos
| Año  | Categoría              | Película     | Resultado |
| ---- | ---------------------- | ------------ | --------- |
| 1946 | Mejor actor secundario | La pródiga   | Ganador   |
| 1948 | Mejor actor principal  | Mare Nostrum | Ganador   |
| 1970 | Mejor actor            | Tristana     | Ganador   |

Fotogramas de Plata
| Año  | Categoría                        | Película                              | Resultado |
| ---- | -------------------------------- | ------------------------------------- | --------- |
| 1970 | Mejor intérprete de cine español | Tristana                              | Ganador   |
| 1985 | Mejor actor de cine              | El caballero del dragón Padre nuestro | Candidato |
| 1988 | Mejor actor de cine              | Diario de invierno El túnel Pasodoble | Candidato |
| 1992 | Mejor actor de televisión        | El Quijote de Miguel de Cervantes     | Ganador   |

Premios Goya
| Año  | Categoría                                   | Película           | Resultado |
| ---- | ------------------------------------------- | ------------------ | --------- |
| 1988 | Mejor interpretación masculina protagonista | Diario de invierno | Ganador   |

Festival Internacional de Cine de Huesca
| Año  | Categoría               | Resultado |
| ---- | ----------------------- | --------- |
| 1992 | Premio Una Vida de Cine | Ganador   |

### Otros reconocimientos
- Premio Sant Jordi y Premio ACE por Tristana (1970).
- Premio Nacional de Cinematografía (1990).
- Premio de la Unión de Actores de España al mejor actor de televisión por El Quijote (1992).
- Miembro del jurado del Festival de Cannes de 1975.
- Estrella en el paseo de la fama de Madrid (2011).